# 源道方
源 道方（みなもと の みちかた）は、平安時代中期の公卿。宇多源氏、左大臣・源重信の五男。官位は正二位・権中納言。

## 経歴
生後間もない安和2年（969年）に安和の変により外祖父・源高明が失脚するが昇進にはあまり影響はなく、一条朝初頭の寛和2年（986年）従五位下に叙爵し、永延元年（987年）侍従に任官する。右兵衛権佐を経て、永祚2年（990年）少納言に任ぜられると、その功労により正暦4年（993年）従五位上、長徳4年（998年）正五位下と昇進し、この間五位蔵人にも任ぜられている。
長徳4年（998年）左少弁に遷ると、長保元年（999年）右中弁、長保2年（1000年）従四位下次いで従四位上、長保3年（1001年）権左中弁、寛弘元年（1004年）正四位下、寛弘2年（1005年）左中弁、寛弘4年（1007年）正四位上・蔵人頭、寛弘6年（1009年）右大弁と弁官を務めながら順調に昇進する。またこの間の長保4年（1002年）宮内卿を兼ね、30年以上に亘ってこれを務めた。
寛弘8年（1011年）6月の三条天皇即位後も引き続き蔵人頭に留任する。同年12月に行われた参議任官の人事において、頭弁であった道方は有力候補であったが、左大弁・藤原説孝が三条天皇の意向により非参議に留め置かれていたために、下僚である道方の昇任は見送られ、代わりに従四位下に過ぎない蔵人頭兼修理大夫・藤原通任（皇后・藤原娍子の弟）が参議に任ぜられた。翌寛弘9年（1012年）道方は参議兼左大弁に任ぜられ公卿に列す。議政官の傍らで弁官・宮内卿・勘解由長官などを兼帯し、長和2年（1013年）には正月に従三位、12月に正三位と続けて昇叙されている。
後一条朝の寛仁2年（1018年）従二位、寛仁4年（1020年）権中納言に叙任されるが、その後の昇進は停滞する。長元2年（1029年）正二位・大宰権帥に叙任されて大宰府に赴任し、長元6年（1033年）までこれを務めた。長元8年（1035年）長く務めた宮内卿を辞して民部卿に遷る。
長久4年（1043年）子息の経親を備前守に任官させる代わりに致仕。長久5年（1044年）9月25日薨去。享年77。最終官位は前権中納言正二位。

## 官歴
『公卿補任』による。
- 寛和2年（986年） 7月22日：従五位下（冷泉院御給）
- 永延元年（987年） 9月4日：侍従
- 永延2年（988年） 正月29日：右兵衛権佐
- 永祚2年（990年） 8月30日：少納言
- 正暦4年（993年） 正月7日：従五位上（少納言労）。正月13日：兼紀伊権介
- 正暦6年（995年） 正月11日：五位蔵人
- 長徳4年（998年） 正月7日：正五位下（少納言労）。10月23日：左少弁
- 長保元年（999年） 正月30日：右中弁
- 長保2年（1000年） 正月24日：従四位下。正月27日：還昇。10月21日：従四位上（造宮行事）
- 長保3年（1001年） 正月：兼信濃権守。8月：権左中弁
- 長保4年（1002年） 9月：兼宮内卿
- 寛弘元年（1004年） 10月21日：正四位下（行幸行事）
- 寛弘2年（1005年） 6月：左中弁
- 寛弘4年（1007年） 4月：兼備中権守。5月28日：蔵人頭。
- 寛弘5年（1008年） 7月28日：正四位上（造宮行事）[2]
- 寛弘6年（1009年） 3月4日：右大弁、卿如元。3月20日：兼播磨守
- 寛弘8年（1011年） 6月13日：蔵人頭（新帝）。10月5日：兼勘解由長官
- 寛弘9年（1012年） 8月11日：左大弁。12月16日：参議、弁卿長官守如元
- 長和2年（1013年） 正月7日：従三位（造一条院行事賞）。12月19日：正三位（八幡賀茂行幸行事賞）
- 長和3年（1014年） 正月24日：兼美作守
- 長和6年（1017年） 正月：辞勘解由長官
- 寛仁2年（1018年） 7月11日：従二位（造南殿賞）
- 寛仁3年（1019年） 正月22日：伊予権守
- 寛仁4年（1020年） 11月29日：権中納言、宮内卿如元。閏12月23日：兼皇太后宮権大夫（皇太后・藤原妍子）
- 万寿4年（1027年） 9月14日：止大夫（依本宮崩）
- 長元2年（1029年） 正月24日：兼大宰権帥。8月10日：正二位（赴任賞）
- 長元6年（1033年） 12月：辞大宰権帥
- 長元8年（1035年） 10月16日：兼民部卿
- 長元9年（1036年） 9月5日：大嘗祭御禊次第司御前長官
- 長久4年（1043年） 正月24日：辞職（以男経親申任備前守）
- 長久5年（1044年） 9月25日：薨去（前権中納言正二位）

## 系譜
『尊卑分脈』による。
- 父：源重信
- 母：源高明の娘
- 妻：源国盛の娘
  - 四男：源経長（1005年-1071年）
  - 六男：源経信（1016年-1097年）
- 生母不詳の子女
  - 男子：源経親
  - 男子：源経隆
  - 男子：円信（1004年 - 1053年）
    - 天台寺門派。永円の弟子。万寿4年（1027年）、阿闍梨[3]。長暦2年（1038年）8月16日、権律師。永承5年（1050年）12月30日、権少僧都。天喜元年5月16日（1053年6月5日）、入滅。享年50歳[4]。